# Mongrassano
Mongrassano é uma comuna italiana da região da Calábria, província de Cosenza, com cerca de 1.763 habitantes. Estende-se por uma área de 34 km², tendo uma densidade populacional de 52 hab/km². Faz fronteira com Acquappesa, Bisignano, Cervicati, Cerzeto, Fagnano Castello, Fuscaldo, Guardia Piemontese, San Marco Argentano.

## Demografia
| Variação demográfica do município entre 1861 e 2011                               |
|                                                                                   |
| Fonte: Istituto Nazionale di Statistica (ISTAT) - Elaboração gráfica da Wikipedia |